# Pilgerroute (EV3)
Die EuroVelo-Route EV3 (Pilgerroute) ist ein über 5.650 Kilometer langer europäischer Radfernweg von Trondheim in Norwegen nach Santiago de Compostela in Spanien.

## Streckenführung

### Norwegen
In Norwegen gibt es ein ausgebautes Radroutennetz, das mit der lokalen Streckenführung beschildert ist. Von Trondheim bis Moss ist der Weg als Pilegrimsruta (Nr. 7), von Moss bis zur Grenze als Kystruta (Nr. 1) ausgeschildert. Ab Moss verläuft er auf derselben Trasse wie der Nordseeküsten-Radweg.
Der EV3 beginnt in Trondheim, führt durch Lillehammer und Oslo nach Moss und weiter über Fredrikstad und Sarpsborg zur norwegisch-schwedischen Grenze bei Halden.

### Schweden
In Schweden verläuft der Radweg auf dem Cykelspåret på västkusten auf derselben Trasse wie der Nordseeküsten-Radweg.
Der schwedische Abschnitt verläuft entlang der Nordseeküste über Strömstad, Lysekil und Stenungsund bis nach Göteborg.

### Dänemark
Der dänische Abschnitt verläuft auf der nationalen Radroute Hærvejsruten und ist mit der Nr. 3 ausgeschildert. Der Weg führt von Frederikshavn über Aalborg, Hobro, Viborg, Vejen, Vojens, Rødekro nach Padborg und passiert hinter Kruså die Grenze nach Deutschland.

### Deutschland
In Deutschland entspricht der Weg der D-Netz-Route D7 Pilgerroute.
Von Flensburg führt die D7 auf dem Ochsenweg über Schleswig, Rendsburg, Hohenwestedt, Itzehoe und Elmshorn nach Hamburg. Weiter geht es über Zeven, Bremen, Lohne, Osnabrück, Münster, Haltern, Dorsten, Wesel, Rheinberg, Duisburg, Düsseldorf, Köln, Bonn, Rheinbach, Euskirchen nach Aachen.

### Belgien
Im belgischen Abschnitt verläuft die Route auf dem bestehenden RAVeL-Netzwerk. Es werden Liège, Huy, Andenne, Namur, Sambreville, Charleroi, Thuin und Erquelinnes passiert.

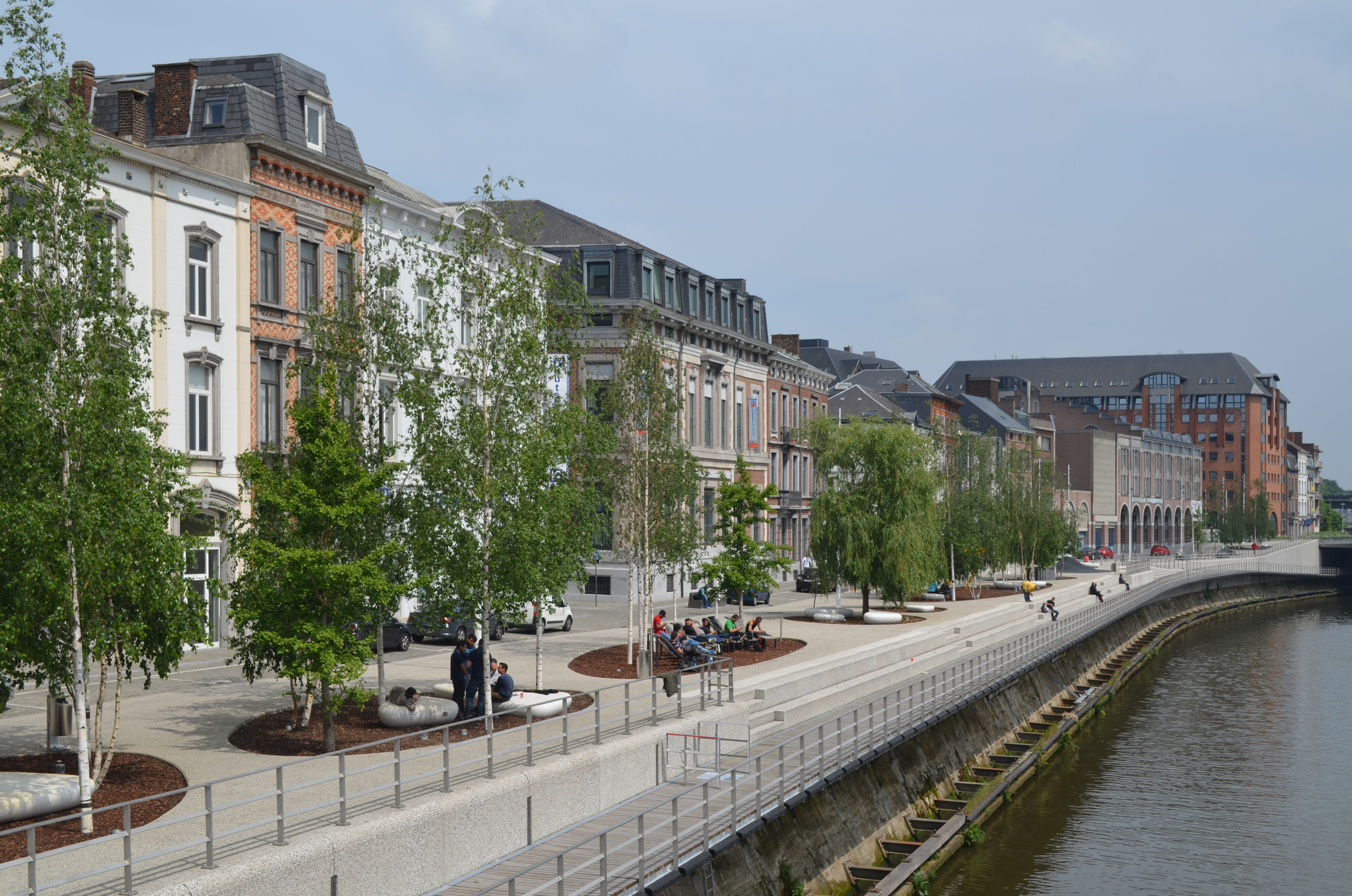
Pilgerroute in Charleroi.
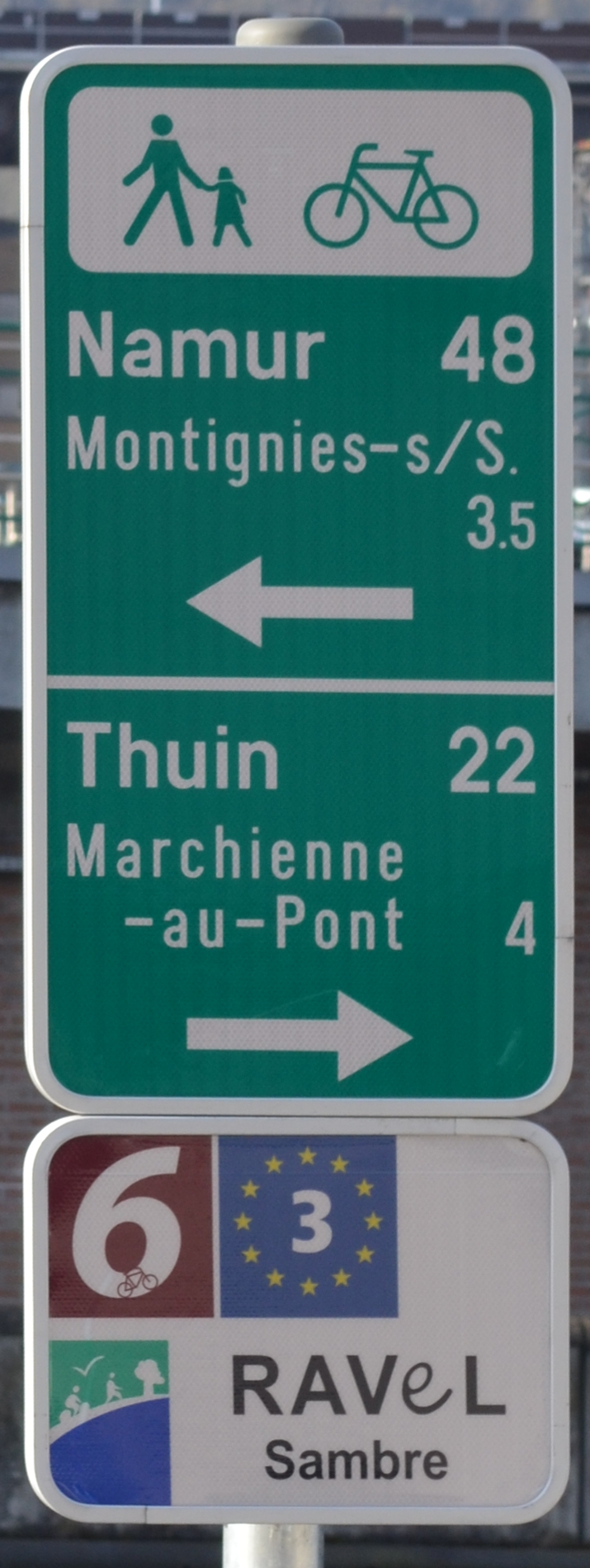

### Frankreich
Im französischen Abschnitt ist der Routenverlauf noch nicht abschließend geklärt, für einige Teilstrecken in Frankreich werden Routenalternativen diskutiert.
Von der belgischen Grenze bei Jeumont führt die Route über Maubeuge, in die Nähe von Trélon, nach Tergnier, Chauny, Noyon, Compiègne, Senlis und nach Paris. Weiter über Melun, Nemours, Montargis nach Orléans.
Diese Streckenabschnitte sollen überwiegend erst zwischen 2014 und 2020 fertiggestellt werden.
Von Orléans bis Tours läuft die Route entlang der Loire auf derselben Trasse wie die Route Atlantik - Schwarzes Meer (EV6). Dieser Teil ist bereits fertiggestellt.
Von Tours nach Süden sind noch mehrere Alternativen in Diskussion. Möglich ist die Route über Sainte-Maure-de-Touraine, Le Blanc, Montmorillon, Confolens, Montbron, Angoulême, Châteauneuf-sur-Charente, Barbezieux-Saint-Hilaire, Libourne. Eine Alternative über Bordeaux ist vorgesehen, ebenso wie eine direkt nach Bazas. Über Mont-de-Marsan weiter nach Dax und Saint-Jean-Pied-de-Port. Auch für diesen südlichen Teil der Route sind die Streckenabschnitte zum guten Teil noch nicht fertiggestellt.

### Spanien
Bei dem französischen Ort Arnéguy beginnt der spanische Teil des Radweges. Über Arce und Urroz-Villa in einigen km Abstand südöstlich um Pamplona herum über Olkotz westlich nach Estella.
Weiter nach Südwesten über Los Arcos, Logroño, westlich nach Cenicero, Nájera, Santo Domingo de la Calzada, Belorado, Kloster San Juan de Ortega nach Burgos. Weiter westlich über Osorno, Carrión de los Condes, Sahagún, El Burgo Ranero, León, Astorga, Ponferrada, Villafranca del Bierzo, Pedrafita del Cebreiro, Sarria, Portomarín, Palas de Rei, Arzúa nach Santiago de Compostela.
Der Radweg verläuft somit immer nahe dem Pilgerweg Camino Francés.